# Fjällig apeldvärgmal
Fjällig apeldvärgmal (Bohemannia pulverosella) är en fjärilsart som först beskrevs av Henry Tibbats Stainton 1849.  Fjällig apeldvärgmal ingår i släktet Bohemannia, och familjen dvärgmalar. Arten är reproducerande i Sverige.